# Карик он Шур
Карик он Шур (на английски: Carrick-on-Suir; на ирландски: Carraig na Suire, в превод Карик на Шур) е град в централната южна част на Ирландия, провинция Мънстър, на графство Типърари. Намира се на около 30 km югоизточно от административния център на южната част на графство Типърари град Клонмел. Разположен е около река Шур, от където носи и името си. Първите сведения за града датират от 1247 г. Има жп гара от 15 април 1853 г. Населението му е 5856 души от преброяването през 2006 г. 